# Grandi magazzini (programma televisivo)
Grandi magazzini è stato un programma televisivo italiano in onda nella stagione televisiva 1994-1995 su Italia 1 e in seguito su Retequattro. In onda al mattino, dal lunedì al sabato alle 11.45, era un contenitore di informazione commerciale ideato da Mike Bongiorno con la moglie Daniela Zuccoli, che hanno anche prodotto la trasmissione.

## La trasmissione
La trasmissione, fortemente voluta da Bongiorno, si presentava come un contenitore di televendite condotte a rotazione da alcuni volti noti della Fininvest del periodo: Paola Barale, Marco Predolin e Natalia Estrada. Del gruppo, come testimoniato da alcuni promo trasmessi nei giorni precedenti, avrebbe dovuto far parte anche Marta Flavi, in seguito non presente all'interno del programma. La prima puntata dello show, andata in onda il 17 ottobre 1994, fu presentata dallo stesso Mike Bongiorno, che introdusse i telespettatori all'interno di questa nuova tipologia di approccio all'acquisto, il telemarketing, già abbondantemente diffuso negli Stati Uniti ma non in Italia.
La maggior parte dei prodotti offerti dal contenitore erano oggetti o capi d'abbigliamento creati appositamente dai magazzini Standa, grande catena all'epoca facente parte del gruppo Fininvest e di proprietà di Silvio Berlusconi, ed offerti in esclusiva per la trasmissione di Italia 1.
Dopo una prima stagione, andata in onda sino al 17 dicembre 1994, la trasmissione è tornata in onda nel mese di gennaio del 1995 sugli schermi di Retequattro dal lunedì al sabato alle 10.00 del mattino. Introdotto anche in questa seconda stagione da Mike Bongiorno, il programma è stato condotto da Patrizia Rossetti, Roberta Capua e Attilio Iernia. 
Grandi Magazzini ha fatto da apripista al genere televisivo del telemarketing, decollato nei primissimi anni duemila anche in Italia grazie a reti tematiche come Home Shopping Europe. Il genere è stato poi riproposto in seguito anche dalle reti Mediaset, con il nome Mediashopping.